# 에브 페리세
에브 조제트 노엘 페리세(프랑스어: Ève Josette Noelle Périsset, 1994년 12월 24일 ~ )는 프랑스의 여자 축구 선수이다. 포지션은 수비수이며, 현재 파리 생제르맹 FC 소속이다.

## 클럽 경력
2012년에 올랭피크 리옹에서 프로 선수 생활을 시작했으며 2016년에 파리 생제르맹으로 이적했다.

## 국가대표 경력
연령대별 프랑스 여자 축구 국가대표팀에서 활약했으며 캐나다에서 개최된 2014년 FIFA U-20 여자 월드컵에 참가했다. 2017년에는 UEFA 여자 유로 2017에 참가한 프랑스 대표팀 명단에 이름을 올렸다.